# 第50宇宙航空団 (アメリカ軍)
第50宇宙航空団(50th Space Wing)は、アメリカ空軍空軍宇宙軍団第14空軍に属する組織。主に空軍の人工衛星の追跡・監視・制御を主任務としている。
1949年5月16日に新編され、1991年までは再編成を繰り返しつつも、戦闘機または戦闘爆撃機部隊であった。1992年の再編成・復帰編成により、それまで人工衛星運用を担当していた第2宇宙航空団(2SW)の任務を引き継いでいる。グローバル・ポジショニング・システム衛星(GPS)の運用も任務に含まれている。人員は約4,000名以上。

## 編成
- 第50任務支援群(50th Mission Support Group)：部隊の運営管理・後方支援
  - 第50建設隊(50th Civil Engineer Squadron)：基地・部隊施設の整備
  - 第50契約隊(50th Contracting Squadron)：契約・会計管理
  - 第50戦力支援中隊(50th Force Support Squadron)：事務・教育・福利厚生担当。
  - 第50兵站即応小隊(50th Logistics Readiness Flight)：兵站支援。
  - 第50警備隊中隊(50th Security Forces Squadron)：基地の警備。
- 第50ネットワーク作戦群(50th Network Operations Group)：衛星運用システム・ネットワークの維持管理。
  - 第21宇宙作戦中隊(21st Space Operations Squadron)：広帯域通信担当。
  - 第22宇宙作戦中隊(22d Space Operations Squadron)：追跡ステーション担当。
  - 第23宇宙作戦中隊(23d Space Operations Squadron)：通信システムの管理・提供
  - 第50宇宙通信中隊(50th Space Communications Squadron)
- 第50作戦群(50th Operations Group)：管轄する人工衛星の追跡・監視・制御
  - 第1宇宙作戦中隊(1st Space Operations Squadron)：宇宙配備宇宙監視衛星などを担当。
  - 第2宇宙作戦中隊(2d Space Operations Squadron)：グローバル・ポジショニング・システムなどを担当。
  - 第3宇宙作戦中隊(3d Space Operations Squadron)：通信衛星(DSCS)担当。
  - 第4宇宙作戦中隊(4th Space Operations Squadron)：通信衛星(MILSTAR)担当。
  - 第50作戦支援中隊(50th Operations Support Squadron)：訓練担当。

## 沿革

### 系譜
- 第50戦闘航空団(50th Fighter Wing)1949年5月16日新編 1949年7月1日編成解除
- 第50戦闘要撃航空団(50th Fighter-Interceptor Wing)1950年3月1日改編 1951年6月2日編成解除
- 第50戦闘爆撃航空団(50th Fighter-Bomber Wing)1952年11月15日改編 1953年1月1日復帰編成
- 第50戦術戦闘航空団(50th Fighter-Bomber Wing)1958年7月8日改編 1991年9月30日編成解除
- 第50宇宙航空団(50th Space Wing)：1992年1月1日改編 1992年1月30日復帰編成

### 所属
- 第1空軍：1949年7月1日-
- 東部防空軍：1950年9月1日-
- 第9空軍（英語版）：1953年1月1日-
- 第12空軍（英語版）：1953年8月9日-
- 在欧アメリカ空軍：1958年1月1日-
- 第17空軍：1959年11月15日-
- 空軍宇宙軍団：1992年1月30日-
- 第14空軍：1993年9月20日-